# Роберт Джеймс Маршалл
Роберт Джеймс Маршалл (бл. 1918 — 22 грудня 2008) — американський священнослужитель і релігійний діяч, який був президентом Лютеранської Церкви в Америці в 1970-х роках, на той час найбільшої лютеранської церкви в США. Під час свого керівництва він відіграв ключову роль у злитті своєї Лютеранської Церкви в Америці з Американською Лютеранською Церквою та Асоціацією Євангелічно-Лютеранських Церков, утворивши Євангелічно-Лютеранську Церкву в Америці.

## Раннє життя та освіта
Маршалл народився і виріс у Берлінгтоні, штат Айова. Він виріс у бідній родині, що допомогло йому стати більш чутливим до проблем тих, хто перебував у несприятливому становищі. 1941 року Маршалл закінчив Віттенберзький університет зі ступенем бакалавра гуманітарних наук, а 1944 року — Чиказьку лютеранську богословську семінарію. Маршалл здобув ступінь доктора філософії в Чиказькому університеті.

## Міністерська та академічна кар'єра
Він провів три роки як пастор церкви в Каліфорнії. Пізніше він став професором Тлумачення Старого Заповіту в Чиказькій Лютеранській Школі Богослов'я (тепер Lutheran School of Theology at Chicago). Маршалла найняли в Muhlenberg College, де він пізніше був призначений головою відділу релігії. Він обіймав посаду президента Іллінойського синоду Лютеранської церкви до 1968 року.
Під час голосування на з'їзді Лютеранської Церкви в Америці, що проходив раз на два роки в червні 1966 року в Канзас-Сіті, штат Міссурі, Маршал отримав 70 голосів з 615, відданих за президента, поступившись Рев. Френкліну Кларку Фрайу, який був переобраний на ще один чотирирічний термін з 489 голосами.
Маршалл був обраний в червні 1968 року на посаду президента Лютеранської Церкви в Америці, наступивши на посаду Френкліна Кларка Фрая, який помер раніше у цьому місяці. Інаугурація Маршалла відбулася в жовтні 1968 року в Riverside Church, на якій присутні були духовенство з усього світу. Маршалл був обраний на повний чотирирічний термін на біануальній конференції, що відбулася в Міннеаполісі в червні 1970 року, отримавши 545 голосів з 593 відданих.
31 березня 1978 року Маршалл оголосив, що він не буде знову балотуватися на посаду президента, а обійме посаду в Міністерстві Лютеранського світу. У інтерв'ю з The New York Times Маршалл зазначив успішне збирання коштів, ухвалення нової книги поклоніння та екуменічну співпрацю з Єпископальною, Римсько-Католицькою та євангельськими рухами серед своїх досягнень. Він заявив, що причини його рішення не пов'язані зі здоров'ям, а відображають його бажання "отримати нове бачення".

## Спадщина
Протягом своїх десяти років на посаді, Маршалл очолював групу з трьох мільйонів членів і перебудовував служіння церкви в Сполучених Штатах та по всьому світу.
У 1976 році у Філадельфії, на 41-й Міжнародній Євхаристичній конференції, міжконфесійне екуменічне зібрання вчених та церковних лідерів, Маршалл отримав довготривалу овацію після того, як він розпочав свій виступ словами "Супутники християни". У своєму виступі він продовжив зауваженням, що "ми не повинні підносити наші відмінності, ми повинні працювати над ними".
У 1988 році, на основі роботи, яку проводив Маршалл, було сформовано Evangelical Lutheran Church in America, шляхом об'єднання відносно ліберальної Lutheran Church in America з більш консервативною American Lutheran Church та Association of Evangelical Lutheran Churches. Загальна кількість церковних громад тепер складала 10 500, а членство становило 4,8 мільйона осіб у Сполучених Штатах та Карибському регіоні на момент смерті Маршалла.

## Смерть
Маршалл помер у віці 90 років 22 грудня 2008 року від серцевої недостатності в Аллентауні, штат Пенсильванія. Він був похований у Барлінгтоні, штат Айова.